# Centro de Convenciones de la Ciudad de Tacloban
El Centro de Convenciones de la Ciudad de Tacloban conocido también como Super Arena de Tacloban, es un estadio cubierto para 5000 espectadores situado en la ciudad de Tacloban, en Filipinas. Fue construido a un costo de 200 millones de pesos en el año 2006 y se utiliza principalmente para el baloncesto, boxeo, conciertos, eventos regionales y otras convenciones. Es el mayor estadio cubierto en la región de Visayas Oriental. También es sede de un carnaval en el mes de junio en la celebración de la Fiesta del 30 de junio. También es sede de oficinas y bares.